# Kovács Sándor (zongorapedagógus)
Kovács Sándor (1890-ig Kohn Sándor) (Budapest, 1886. január 24. – Budapest, Terézváros, 1918. február 24.) zongorapedagógus, bölcsészettudományi doktor, esztéta, zenetörténész. A legkiválóbb magyar zongorapedagógusok egyike volt.

## Életpályája
Kohn Károly sírkőkereskedő és Streliszky Katalin fia. A Zeneakadémia hallgatójaként Szendy Árpád és Koessler János tanítványa volt. Az első ember Magyarországon, aki zenetörténetből írta disszertációját. Berlinben Johannes Wolfnál stílustörténeti tanulmányokat folytatott. 1910–1918 között a Fodor Zeneiskola tanára volt.
Elsőként alkalmazta a modern pszichológia eredményeit a zenepedagógiára. A hallási képzeteket helyezte a tanítás középpontjába. Zenetörténettel és zeneesztétikával foglalkozott. Megmérgezte magát; öngyilkos lett.
A Kozma utcai izraelita temetőben helyezték nyugalomra.

## Művei
- Prolegomena a zene fejlődéstani történetéhez (Budapest, 1907)
- Zeneesztétikai problémák (Budapest, 1911)
- Hogyan kellene a gyermekeket a zenébe bevezetni (Budapest, 1916)
- Hátrahagyott zenei írásai (Összeállította: Molnár Antal, Budapest, 1928)
- Zeneművek, kompozíciók, átiratok, kiadványok